# ЛОМО-135
ЛОМО-135 — семейство малоформатных шкальных фотоаппаратов со встроенным пружинным вайндером, выпускавшееся Ленинградским оптико-механическим объединением с 1975 до 1985 года. Основные элементы пружинного привода заимствованы от дальномерной камеры «Ленинград», выпускавшейся ранее этим же объединением, а первый прототип носил название «Ленинград-ВС».
Фотоаппарат ЛОМО-135ВС (ВС — высокоскоростной) за период с 1975 по 1980 год выпущен в количестве 85 902 экземпляров. Фотоаппарат ЛОМО-135М отличается от первой модели изменённым дизайном шкалы погодных символов. С 1980 по 1985 год выпущен в количестве 89 500 экземпляров. Фотоаппараты предназначались для фотолюбителей, увлекающихся спортивной съёмкой.

## Технические характеристики
- Применяемый фотоматериал — плёнка типа 135 в стандартной кассете, размер кадра 24×36 мм.
- Корпус со съёмной задней стенкой. Взвод затвора и одновременная перемотка плёнки производится пружинным приводом[3]. Пружинный привод обеспечивал за один завод протяжку плёнки на 8 кадров с максимальной частотой съёмки 3 кадра в секунду[4][5].
- Счётчик кадров автоматический самосбрасывающийся при снятии задней стенки. Обратная перемотка рукояткой типа рулетка.
- Объектив «Индустар-73» (2,8/40), несменный. Фокусировка по шкале расстояний или по шкале символов (портрет, пейзаж) от 1 метра до бесконечности. Резьба для крепления светофильтров М25,5 мм.
- Диафрагмирование объектива от 2,8 до 22. Установка диафрагмы осуществляется по диафрагменным числам или погодным символам.
- Фотографический затвор — центральный залинзовый, выдержки от 1/15 до 1/250 с и «В». Установка выдержек по символам погоды.
- Видоискатель телескопический, с подсвеченными кадровыми рамками (компенсация параллакса на дистанции 1 метр).
- Синхроконтакт типа «Х», центральный синхроконтакт. Выдержка синхронизации с фотовспышкой — любая.

## Галерея

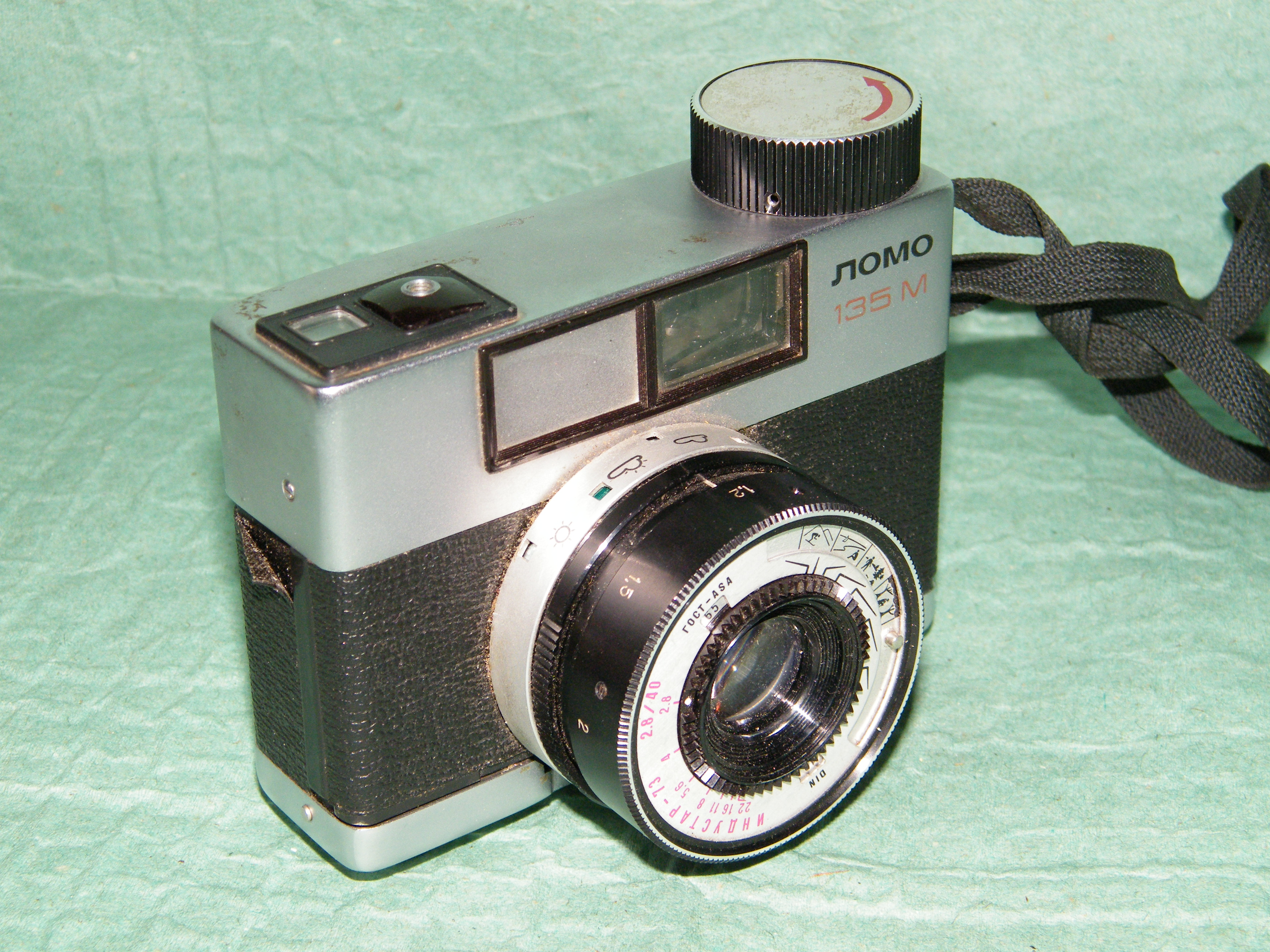
«ЛОМО-135М»
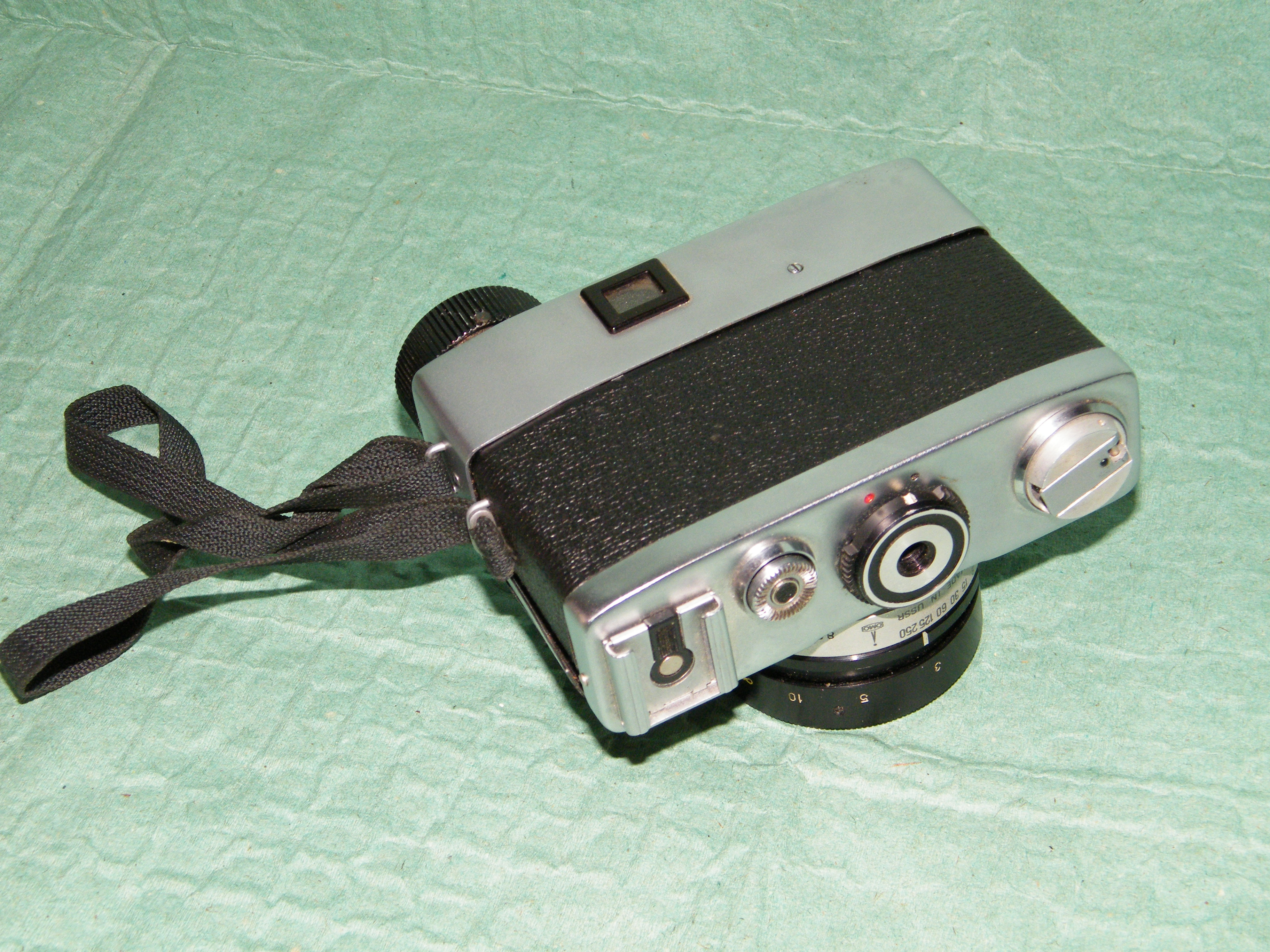
Вид снизу
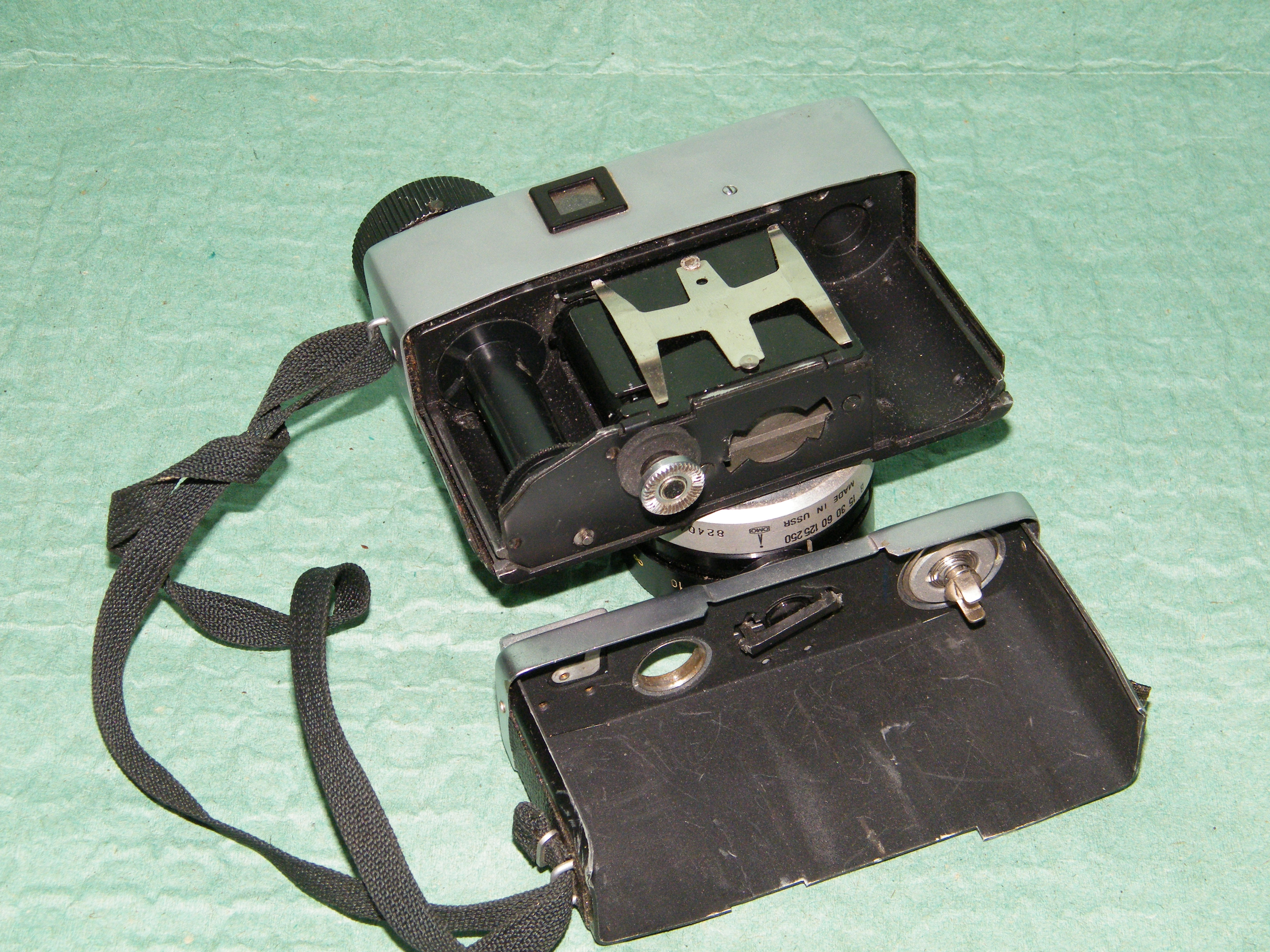
Задняя стенка снята
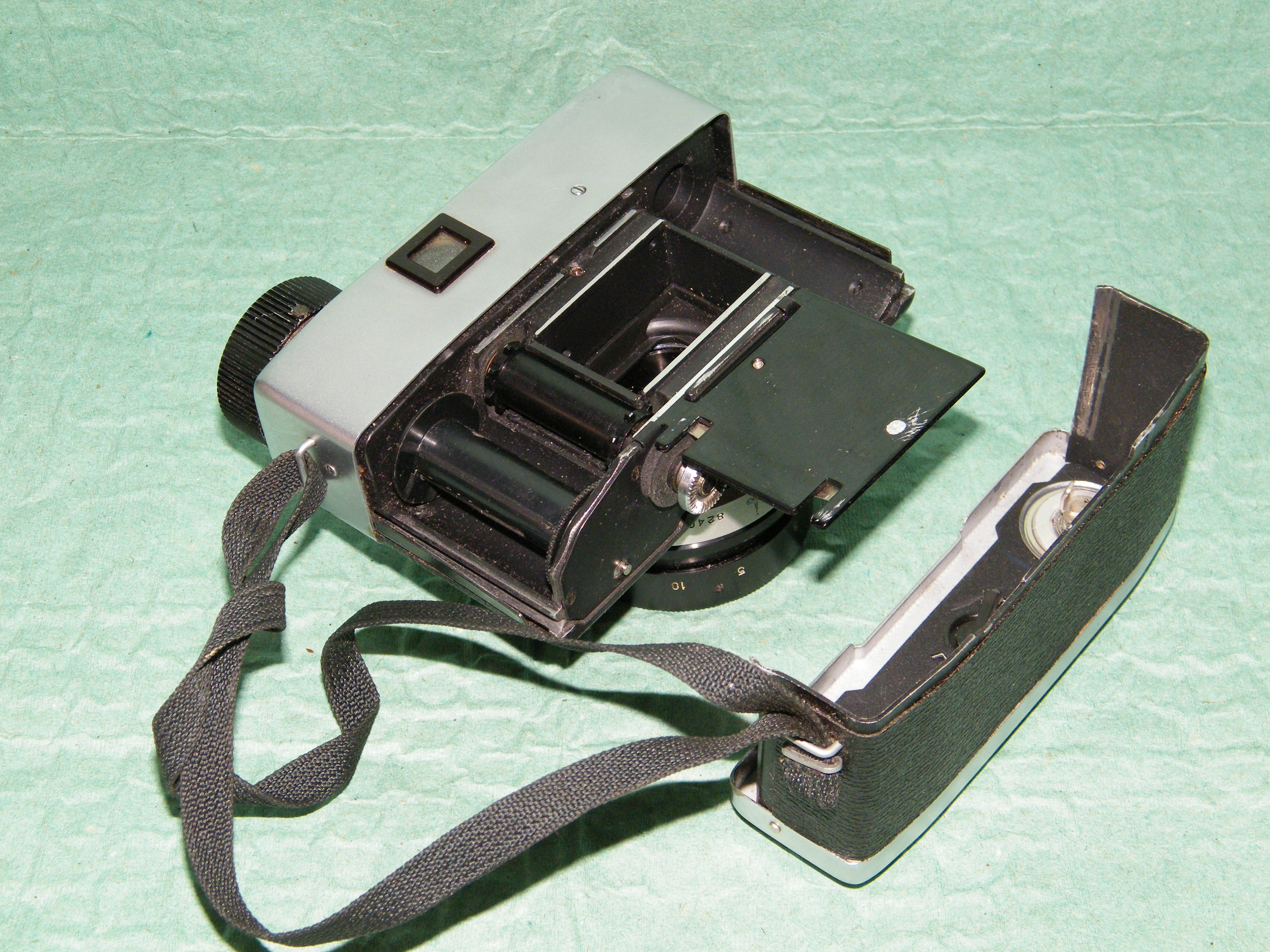
Прижимной столик откинут